# Justin Roberts
Justin Jason Roberts (né le 29 décembre 1979 à Chicago (Illinois)) est un annonceur de ring américain. Il travaille actuellement à la All Elite Wrestling.
Il est surtout connu pour son travail à la World Wrestling Entertainment de 2002 à 2014.

## Carrière
Roberts devient amateur de catcheur après avoir regardé une édition de Saturday Night's Main Event et après avoir rencontré Kerry Von Erich ainsi que The Ultimate Warrior dans un hôtel du Wisconsin. Tous ces évènements ont inspiré Roberts à devenir fan de catch professionnel. Il devient brièvement arbitre et est, peu après, annonceur de ring sous le nom de Curt Hennig, dont il en était un grand fan.
Roberts débute dans l'annonce de ring à 16 ans pour la promotion locale Pro Wrestling International et annonce son tout premier match en novembre 1996,. Alors qu'il étudiait les arts et la communication à l'Université d'Arizona de 1998 à 2002, Roberts travaillait pour d'autres promotions indépendantes comme l'American Wrestling Alliance, All Pro Wrestling et Impact Zone Wrestling.

### World Wrestling Entertainment (2002-2014)
En 2002, Roberts est engagé dans la World Wrestling Entertainment en tant qu'annonceur dans la division SmackDown, et plus tard, dans la division Raw. Il travaille également dans les émissions Velocity et Heat, ainsi que dans Raw à plein temps. Notamment, Roberts annonçait dans la ECW chaque semaine sur la chaîne télévisée Sci Fi Network jusqu'en septembre 2007, avant d'être remplacé par Tony Chimel. Roberts annonce le plus grand évènement de WrestleMania XXIV opposant Edge à The Undertaker le 30 mars 2008. En plus des annonces à SmackDown et dans les matchs pay-per-view, Roberts annonce également à WWE Superstars, incluant son épisode du 16 avril 2009.
À ses débuts, le 28 septembre 2009, Roberts annonce à Raw et remplace Lilian Garcia. Durant l'épisode de Raw du 7 juin 2010, Roberts est attaqué par The Nexus, équipe qui avait concouru dans la première saison de WWE NXT. Roberts est étranglé avec sa propre cravate par Daniel Bryan,.
En octobre 2014, la WWE annonce son renvoi, les deux parties n'ayant pas trouvé un accord commun.

### All Elite Wrestling (2019-...)
Le 25 mai 2019, il est au micro pour annoncer durant le show Double or Nothing de l’AEW.

## Autres médias
Roberts a également fait quelques apparitions dans des films tels que Nuits blanches à Seattle. Il apparaît également dans un épisode de The Jerry Springer Show,.